# 駅型保育所
駅型保育所 (えきがたほいくしょ) は、駅型保育施設、駅型保育園ともいい、日本において通勤に便利な駅・鉄道駅や駅に隣接する建物に設置された保育施設である。

## 社会的背景
現在の社会は、就労形態の多様化、女性就労者の増大、通勤時間の長時間化、核家族化、地域社会との連帯の希薄化、少子化など大きく変容してきており、保育の需要も大きく変容している。
1994年(平成6年)に文部・厚生・労働・建設(すべて旧省庁名)の4大臣合意によって策定された「今後の子育てのための施策の基本的方向について」(エンゼルプラン)と題する子育て支援10カ年計画案で、多様な保育サービスの充実ということが打ち出され、2000年3月の「特別保育事業について」では、「駅前保育サービス提供施設の設置促進事業要綱」が示され、駅前などの利便性の高い場所における保育サービス提供施設の設置について述べられている。
さらに2002年10月17日の付の厚生労働省雇用均等・児童福祉局長通達「待機児童ゼロ作戦の推進について」の中では規則緩和措置の活用を含めて具体的な方策が示された。

## 実施
日経連を中心とした経済団体が300億円を基金に設立した（財）こども未来財団が、「駅型保育施行助成事業」の窓口となっている。駅ビル等に設置された「駅型保育施設」で乳幼児を保育するモデル事業を運営する民間企業に対してその経費の一部を助成する。このモデル事業は、通勤の至便さに加え、7時から18時までの開設を条件にしている。
首都圏ではJR東日本が、1996年から駅型保育園を開設、東急、京急、小田急など鉄道各社はそれぞれに駅内、駅隣接の保育所を開設している。東急は、学童保育事業も手掛けている。鉄道会社が設置運営しているものは、企業主導型保育事業になる。